# Таллинское пробуждение

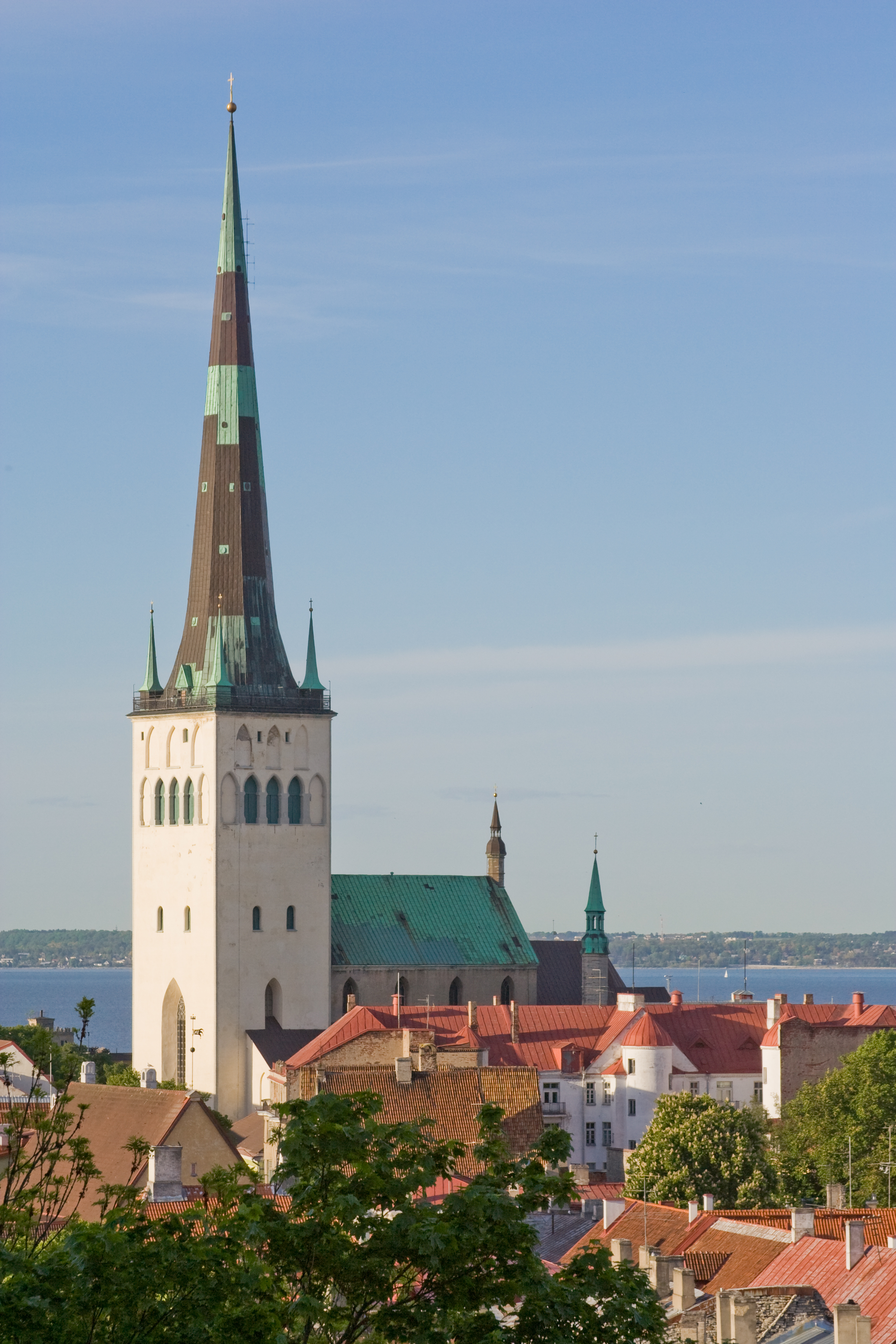
Церковь Олевисте в Таллине

Таллинское «пробуждение» (эст. Effataa ärkamine) — религиозное движение в бывшем СССР, начавшееся в 1977 году в Таллине, в результате успешного прозелитизма харизматов среди прихожан протестантской церкви Олевисте (позднее представители движения покинули стены этого храма). 
Принято считать, что, Таллинское возрождение, на фоне прочих харизматических «пробуждений», выделяется несколькими отличительными особенностями. Одна из них заключается в том, что данное движение распространялось в условиях действующего в стране антирелигиозного режима (при этом, эпицентр «пробуждения» — церковь «Олевисте» — находился по соседству со зданием КГБ).

## Предыстория

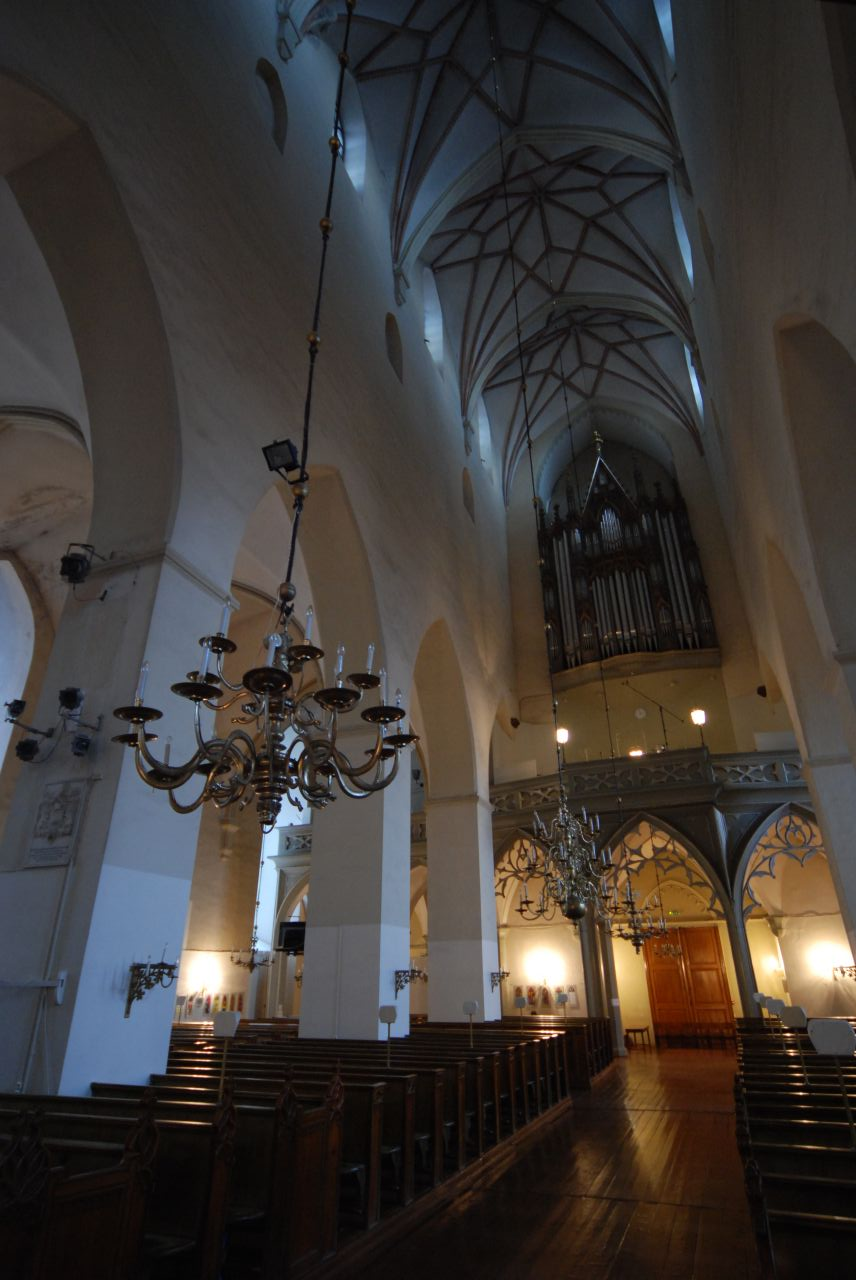
Интерьер церкви Олевисте

В 1950 году власти Таллина пригласили пасторов семи разных церквей (баптистских, пятидесятнических, лютеранских, католических и др.) и сказали, что с сентября все должны сдать свои помещения и вместе перебраться в находящийся по соседству с КГБ полуразрушенный лютеранский храм — в церковь святого Олафа, или «Олевисте».
В первое время в общине были разногласия на предмет того, каков должен быть распорядок служения, нужно ли омывать ноги или нет, на крещение в Духе Святом у всех было своё понимание и т. д. Однако, через время пасторам удалось прийти к консенсусу и установить единство в общине.
Согласно имеющейся истории, в этой многоконфессиональной церкви в столице Эстонии выступали известные для Прибалтики учителя Библии и проповедники. Тем не менее, в 1967 году один из прихожан церкви по имени Рейн Ууэмыйс (баптист по вероисповеданию)
начал переживать то, что он впоследствии именовал как «святая неудовлетворённость». Рейн полагал, церковь находилась в неудовлетворительном состоянии и нуждалась в каком-то преобразовании. Почти сразу же это мнение нашло поддержку со стороны нескольких молодых членов церкви, в результате чего дом Рейна Ууэмыйса стал местом проведения еженедельных молитвенных встреч, где верующие собирались для совместных молитв на различные темы. Вскоре до молитвенной группы дошло известие об одном пророчестве, которое, как утверждается, прозвучало на одной из незарегистрированных пятидесятнических церквей Таллина в 1946-м году. Сообщается, будто в этом пророчестве предсказывалось о молодёжном пробуждении, которому предстояло начаться в пустующем (на тот момент) лютеранском храме святого Олафа. Ухватившись за эту весть, теперь вся молитвенная группа, увеличившись в количестве до 30 человек, объединилась вокруг усиленной молитвы о пробуждении в «Олевисте».
Спустя некоторое время молитвенная группа организовала небольшую певческо-музыкальную группу и стала проводить евангелизационные служения под видом репетиций. Тогда в храм начала стекаться молодёжь, у которой в Советском Союзе был ограничен доступ к современной музыке. На каждом служении музыканты приглашали новых людей поучаствовать в хоре. Там им рассказывали о смысле песен, что и приводило ребят к вере в Бога.
Однако, переломный момент в жизни молитвенной группы настал лишь в 1977 году, когда её участникам довелось познакомиться с одним пятидесятником из Финляндии по имени Паули Ярвилайнен. Пояснив, что у него в сердце есть желание говорить о Святом Духе, этот пятидесятник рассказал молодым людям о переживании «личной Пятидесятницы» и о «полном Евангелии». На следующей встрече молитвенной команды в доме Рейна Ууэмыйса верующие часами молились, прося Бога крестить их Святым Духом (в том смысле, в котором то понимают пятидесятники). Результатом этого ожидания стало то, что в тот день все верующие были крещены Духом Святым со знамением иных языков.

## Начало движения
Отправной точкой в истории Таллинского движения является событие, произошедшее спустя месяц после того, как молодёжь «Олевисте» пережила пятидесятнический опыт говорения на иных языках. Осенью 1977 года молитвенная группа, по обыкновению, молилась в доме Рейна Ууэмыйса, когда вдруг им сообщили, что у церкви стоит толпа 150 человек, ожидающих начала служения (субботние собрания начинались в 6 часов вечера, а в тот момент было только два часа дня). В ответ на звонок, молодые верующие тут же направились к церкви, где увидели верующих и пасторов, проделавших путь с разных концов Советского Союза (сообщается, будто многие из них прибыли в Таллин по повелению Бога, полученному во сне). Говорят, будто когда служение началось, руководитель собрания Рейн Ууемыйс заметил в рядах сильно искалеченного мужчину на костылях, к которому обратился с молитвенным повелением: «Именем Иисуса Христа, будь исцелён». За этим последовало то, что калека тут же оставил оба костыля и стал прыгать и скакать по церкви. Считается, будто этот случай и положил начало массовым исцелениям, которые притягивали людей как из самой Эстонии, так и с разных республик Советского Союза.
Утверждается, что помимо многочисленных исцелений, рождение Таллинского пробуждения в тот субботний день было ознаменовано ещё одним «чудом». Сторонники говорят, якобы это был необычный звук несущихся поездов, который раздался изнутри «Олевисте» с такой силой, что со стен храма стала сыпаться известь. По словам Рейна Ууемыйса, это прозвучало так, «словно десятки локомотивов неслись по железной дороге». Как сообщается, данный сигнал был слышен в радиусе одного километра, в результате чего ещё одна волна людей нагрянула в «Олевисте» в тот день.
С того дня прошло пару недель, когда место проведения служений было перенесено из часовни Девы Марии (где помещалось до 150 человек) в основной зал храма на тысячу мест, который уже в 1978-м году был переполнен людьми.
Изначально одной из наиболее характерных (и в то же время наиболее критикуемых) черт Таллинского движения являлись так называемые «падения в Духе». Чаще всего данное явление происходило во время возложения рук служителей, в результате чего люди падали на пол. Однако спустя время, когда число гостей увеличилось, чаще стала практиковаться общая молитва за всех гостей. Согласно рассказам, скоро на специально отведённом месте стала накапливаться гора костылей, очков и слуховых аппаратов, которые, как утверждается, оставляли исцелённые посетители храма.

## Последствия и дальнейшее влияние
Христиане с разных частей Советского Союза стали приезжать в «Олевисте», чтобы лично ознакомиться с возрождением. Среди посетителей были также служителя и епископы, некоторые из которых принимали «огонь» и затем возвращались обратно в свои общины, что приводило к вспышке мини-возрождений.
Наряду с этим, началась целенаправленная работа по распространению пробуждения, которую осуществляли служителя Александр Попов, Удо Веево, Янис Озолинкевич и Славик Радчук и другие. В результате, пробуждением, в той или иной степени, оказались затронуты евангельские церкви Прибалтики, России, Украины, Белоруссии, Казахстана, Узбекистана, Грузии и Армении, а новые очаги пробуждения возникли в городах Киев, Елгава, Коростень, Бердичев. По причине географического распространения, религиозное движение стало также известно под названием «Таллинский ветер».
Однако, по мере распространения движения в евангельских кругах, возрастало также и противостояние. В конечном итоге, разногласия по поводу отношения к Таллинскому возрождению привели даже к расколу незарегистрированного пятидесятнического братства, как об этом повествует исследователь и историк В. И. Франчук:
«Состоялся у прибалтийских братьев [служителей из Таллина] также ряд встреч с руководством незарегистрированного пятидесятнического братства. В этой среде оценка так называемого „Таллиннского движения“ оказалась неоднозначной: от горячего одобрения до полного неприятия. Если, например, Николай Мартьянович Каминский, проживавший в Коростене, активно и успешно участвовал в этом служении, то Михаил Иванович Иванов из Киева, Петр Алексеевич Разумовский из Москвы и Павел Степанович Егоренков, возглавлявший церкви ХЕВ в республиках Средней Азии, выступали категорически против этого движения, что со временем привело к расколу пятидесятнического незарегистрированного братства, последствия которого не преодолены в полной мере до настоящего времени. Некую третью линию „среднего пути“ занял ряд служителей России во главе с Иваном Петровичем Федотовым. Реакция ВСЕХБ, в сообщество с которым входила и церковь „Олевисте“, также была отрицательной, о чём мягко и осторожно писалось в те времена в журнале „Братский вестник“.»
Несколько раз религиозное движение получило огласку в советских газетах — как в светских, так и в единственном в СССР баптистском издании — журнале «Братский вестник» (однако в негативном свете). В 1978 году, с целью изучения возрождения, в Эстонию прибыла группа американских исследователей из университета Орала Робертса (христианский университет в США).

## Остановка пробуждения
Проведение Олимпийских игр в Таллине в 1980-м году стало событием, оказавшим прямое воздействие на остановку движения. Как говорят, это было вызвано тем, что пробуждение оставило негативный след на спортивном мероприятии: железнодорожные билеты в Таллин были раскуплены, и часть людей не смогла приехать на Олимпиаду из-за значительного потока людей, приезжавших в «Олевисте». А по причине большой концентрации гостей в городе, посетители пробуждения спали в железнодорожных вокзалах и в городских парках на скамейках, что не сочеталось со спортивной обстановкой в Таллине.
В первую очередь, давление на общину «Олевисте» выразилось в том, что власти запретили практиковать «падения в Духе», сказав, что это гипноз, и что если ещё кто-то упадет, то служителя будут привлечены к ответственности, а церковь будет закрыта. Посовещавшись с напарниками, Рейн Ууэмыйс вынес решение: «Будем молиться и никто больше не упадет». Так и произошло: молитвы продолжались, но «падения в Духе» больше не происходили.
После этого, власти поставили ультиматум: либо проповеди и молитвы на русском языке должны прекратиться, либо церковь немедленно будет лишена лицензии и закроется. Поскольку около 80 % посещающих собрания были приезжие с Украины и из России, то подчиниться этому приказу означало остановить пробуждение. Тогда, пытаясь как-то оправдать свою готовность подчиниться властям, Ууэмыйс сказал своим сотрудникам: «Смотрите, в Киеве, в Коростене, в других местах, уже горит такой же огонь. Неужели Господь хочет, чтобы только мы молились за весь Советский Союз с рукоположением?» (позже, в 90-х годах, он не раз сожалел и публично раскаивался в этой позиции). Подчинившись указанию, служителя перестали впускать русскоговорящих внутрь храма, прося, чтобы они больше не приходили на служения. Как результат, гости перестали наводнять «Олевисте», а с уходом гостей утих и «огонь». 
В качестве дополнительных причин, повлиявших на остановку пробуждения, были названы ещё такие факторы, как резкая нехватка служителей и сильное противостояние, с которыми приходилось сталкиваться лидерам Таллинского движения как в самой Эстонии, так и за её пределами (при этом, в качестве обвинителей часто выступали те же пятидесятнические церкви, что особенным образом усугубляло положение). Профессор В. И Франчук, который известен своими исследованиями истории пятидесятничества в СССР, дал следующий комментарий остановке пробуждения: ''Власти сделали все возможное, чтобы это движение прекратить. Однако давление со стороны властей и КГБ было не единственной причиной (хотя и довольно сильной тоже!), почему это движение, продолжавшееся около 4 лет, постепенно пошло на убыль. Ибо кроме того, росло непонимание и в христианской среде, почему эти служения сопровождаются такими непонятными явлениями, как падением людей на пол. Многие считали, что такого в церкви просто не должно быть"''.

## Результаты
Сегодня, хоть и точное количество людей, покаявшихся в Таллинском движении, неизвестно, чаще всего называются цифры от 10 до 20 тысяч новообращённых. Также, по оценкам сторонников, Таллинское движение привело к возникновению более ста новых церквей в странах СНГ и в США. Некоторые из людей, покаявшихся в Таллинском возрождении, впоследствии стали проповедниками; к числу таковых относятся: епископ союза пятидесятнических церквей Латвии Янис Озолинкевич, евангелист Славик Радчук, пастор киевской мессианской общины Борис Грисенко, пастор церкви «Источник Жизни» Михаил Котов и другие.
В настоящее время бывшие участники Таллинского движения ожидают, что в грядущих годах в церковь «Олевисте» нагрянет новая волна пробуждения. Сторонники утверждают, что об этом предсказывалось ещё в 1946 году в одной из незарегистрированных пятидесятнических групп Таллина. Участники верят, будто в этом пророчестве говорилось не только о начале пробуждения и его дальнейшей остановке, но также и о том, что по прошествии времени пробуждение возобновится и будет намного сильнее, чем прежде.
Харизматы покинули церковь «Олевисте», в настоящее время её использует община евангельских христиан-баптистов.

## Критика
Таллинское пробуждение было весьма противоречивым с самого начала. Основной удар критики со стороны прессы и других церквей приходился на явление, известное в харизматическом движении, как «падение в Духе». Этот элемент подвергался острой критике, в первую очередь, по причине того, что был довольно таки новым и нетрадиционным для христианства в СССР, которое было изолировано от остального харизматического мира «железным занавесом» (хотя среди первых пятидесятников во время пробуждения на Азуза-стрит «падения в Духе» были обыденным явлением). Таким образом, эта практика для некоторой части евангельских и пятидесятнических служителей выглядела духовно опасной и угрожающей. Вследствие этого, многие служители, как евангельские, так и пятидесятнические, откровенно высказывались против этого явления. Известен один случай, когда момент падения людей в «Олевисте» был запечатлён и помещён на страницы газет, что вызвало волну негативных комментариев. Баптистский журнал «Братский вестник» также осудил «Таллинский ветер», сказав, что он дует «неправильно» и что требуется устранять негативные последствия этого движения в местах, затронутых им.